# Catalauniscus hirundinella
Catalauniscus hirundinella är en kräftdjursart som beskrevs av Roberto Argano 1973. Catalauniscus hirundinella ingår i släktet Catalauniscus och familjen Trichoniscidae. Inga underarter finns listade i Catalogue of Life.